# 曹广晶
曹广晶（1964年3月—），山东邹平明集镇曹家村人。天津大学建筑工程学院管理科学与工程专业在职研究生学历、管理学博士，教授级高级工程师，享受国务院政府特殊津贴专家。1985年8月参加工作，1991年6月加入中国共产党。中国共产党第十八届中央委员会候补委员。

## 生平
1985年毕业于原华东水利学院水港系港口及航道工程专业，获工学学士学位。1990年毕业于河海大学管理工程系水利发电工程专业，获工学硕士学位。1985年至2002年间，历任中国三峡工程开发总公司筹建处工程技术组助理工程师、工程师，中国长江三峡工程开发总公司工程技术部技术处副处长、 处长，工程建设部厂坝项目部副主任，工程建设部副主任兼厂坝项目部主任；2002年担任中国长江三峡工程开发总公司副总经理。2004年天津大学建筑工程学院管理科学与工程专业博士毕业。2010年1月，任中国长江三峡集团董事长、党组书记。《财经国家周刊》报道称，曹广晶在中国三峡集团工作期间，三峡集团领导层不和，几乎是“公开的秘密”。2014年2月，中共中央第九巡视组巡视三峡集团后反馈报告中特别提到“选人用人工作问题突出，个别领导带病上岗，一些关键岗位长期不交流”等问题。2014年3月下旬，与中国三峡集团总经理陈飞一起被免职。2014年4月中旬履新湖北，位居省领导行列。2014年5月29日，湖北省第十二届人民代表大会常务委员会举行第九次会议。会议通过决定任命曹广晶为湖北省人民政府副省长。
2022年2月24日，因涉嫌严重违纪违法，接受中央纪委国家监委纪律检查和监察调查。他在落马前一天还曾出席中共湖北省委网络安全和信息化委员会会议。9月29日，遭到开除党籍、开除公职处分。11月初，曹广晶涉嫌受贿一案，由国家监察委员会调查终结，移送检察机关审查起诉。最高人民检察院以涉嫌受贿罪对曹广晶作出逮捕决定。
2024年5月24日，江苏省徐州市中级人民法院一审宣判，对曹广晶以受贿罪判处无期徒刑，剥夺政治权利终身，并处没收个人全部财产，以泄露内幕信息罪判处有期徒刑6年，并处罚金人民币1200万元，决定执行无期徒刑，剥夺政治权利终身，并处没收个人全部财产。法院最终认定受贿金额为2.16亿元，泄露内幕消息使他人获利1042万元。